# Nathaniel Marston
Nathaniel Marston (9 de juliol de 1975 - 11 de novembre de 2015) fou un actor estatunidenc. Marston va aparèixer com a Eddie Silva en la telenovel·la de la CBS As the World Turns (1998-2000). El paper li va valer una nominació al premi Soap Opera Digest com a "Millor actor revelació". El següent treball el va fer en la telenovel·la de l'ABC One Life to Live (2001-2003) com a Al Holden, i després va interpretar el Dr. Michael McBain en la sèrie de 2004-2007.
Anteriorment, Marston havia estat un actor habitual en la sèrie de màxima audiència Matt Waters el 1996, i havia tingut un petit paper en la pel·lícula per a televisió per cable de 2002 Monday Night Mayhem. El 25 de novembre de 2008, Marston va aparèixer en Law & Order: Special Victims Unit realitzant el paper del personatge Brent Latimer.
El treball de Marston inclou papers en altres pel·lícules com Joves i bruixes (1996), Ordinary Sinner (2001) i Ciao, America (2002), juntament amb un paper protagonista en el curtmetratge "The Paw" (2005). També va coprotagonitzar al costat d'Angelina Jolie en Love Is All There Is (1996).
En les primeres hores del 21 d'octubre de 2007, Marston fou detingut després d'un altercat amb altres tres persones a la ciutat de Nova York, suposadament sota la influència de narcòtics. En última instància, al març de 2010 Marston es va declarar culpable d'un càrrec de delicte menor de resistència a l'autoritat i va completar un curs de tres mesos per controlar la ràbia, com a part d'un acord de sentència sense presó. No hi hagué acusacions de drogues que fossin corroborades, encara que Marston va admetre que va colpejar un agent de policia que tractava d'aturar l'altercat.
Marston també va actuar com a Tony Parisi el 2011 a Walk A Mile In My Pradas, comèdia romàntica produïda de forma independent.
Marston va morir a causa de les greus ferides que va patir en un accident de trànsit uns mesos abans.

## Filmografia

### Cinema
| Any  | Títol                    | Paper             | Notes | ref   |
| ---- | ------------------------ | ----------------- | ----- | ----- |
| 1996 | Love Is All There Is     | Rosario Capomezzo |       | [ 3 ] |
| 1996 | Joves i bruixes          | Trey              |       | [ 3 ] |
| 2001 | Ordinary Sinner          | Robert            |       |       |
| 2002 | Ciao, America            | Skip Cromwell     |       |       |
| 2005 | The Paw                  | Clint Powers      |       |       |
| 2011 | Walk a Mile in My Pradas | Tony              |       | [ 6 ] |

### Televisió
| Any       | Títol                             | Paper                     | Notes | ref   |
| --------- | --------------------------------- | ------------------------- | --- | ----- |
| 1996      | Matt Waters                       | Jack Tisdale              | Espectacle de televisió estatunidenc de drama i de curta durada que va participar en les tertúlies presentades per Montel Williams, i va ser creat per James D. Parriott. | [ 3 ] |
| 1998–2000 | As the World Turns                | Eddie Silva               | Paper de contracte |       |
| 2001–04   | One Life to Live                  | Al Holden                 | Paper de contracte | [ 4 ] |
| 2002      | Monday Night Mayhem               | Periodista en el Bar      | Pel·lícula televisiva sobre l'origen de la sèrie de televisió de l'ABC Monday Night Football.                                                                             |       |
| 2003      | Soap Talk                         | Ell mateix                | Episodi: "Episode 39.02" (S 2:Ep 39) |       |
| 2004–07   | One Life to Live                  | Dr. Michael McBain        | Paper de contracte | [ 4 ] |
| 2004      | The View                          | Ell mateix                | Episodi: "Swank/Marston" (S 7:Ep 113) |       |
| 2004      | Soap Talk                         | Ell mateix                | Episodi: "Episode 55.03" (S 3:Ep 55) |       |
| 2008      | Law & Order: Special Victims Unit | Brent Latimer             | Episodi: "Persona" (S 10:Ep 8) |       |
| 2010      | White Collar                      | Thomas Loze/Edward Reilly | Episodi: "Front Man" (S 1:Ep 13) |       |
| 2010      | Castle                            | Grant Vyro                | Episodi: "Last Call" (S 3:Ep 10) |       |
| 2011      | Blue Bloods                       | Ronnie Cleary             | Episodi: "Cellar Boy" (S 1:Ep 21) |       |